# (1030) Витя
(1030) Витя (лат. Vitja) — типичный астероид главного пояса, который был открыт 25 мая 1924 года советским астрономом Владимиром Альбицким и назван в честь лично известного ему юного пулемётчика Виктора Заславского, павшего в боях Великой Отечественной войны.

Орбита астероида Витя и его положение в Солнечной системе
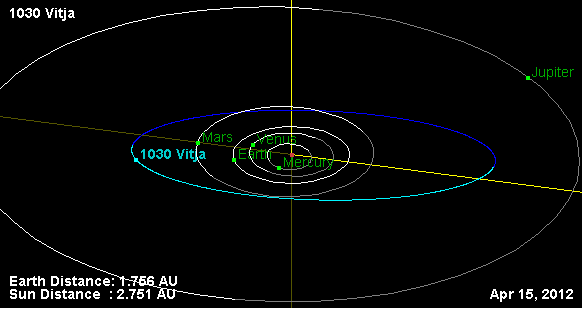
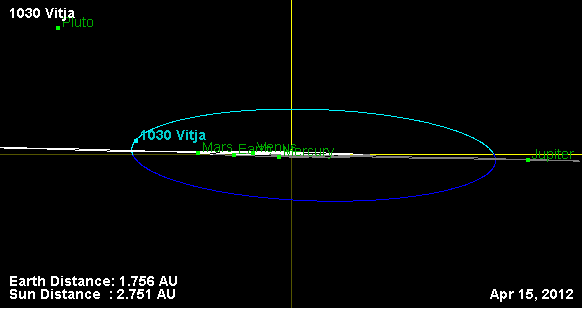